# Nevermore
Nevermore war eine US-amerikanische Metal-Band aus Seattle, die aus der Band Sanctuary hervorging. Ihre stilistische Einordnung ist nicht einheitlich. Am häufigsten wird ihre Musik als Progressive Metal oder Thrash Metal eingestuft, gelegentlich wird auch auf Elemente aus dem Power Metal verwiesen.

## Geschichte
Nevermore entstand aus den Überresten der aus Seattle stammenden Power-Metal-Band Sanctuary, die 1988 und 1990 zwei Alben (Refuge Denied und Into the Mirror Black) veröffentlicht hatte. Sänger Warrel Dane und Bassist Jim Sheppard sowie der auf der letzten Sanctuary-Tour dazu gestoßene Gitarrist Jeff Loomis sind neben Schlagzeuger Van Williams die Eckpfeiler der Band. Nachdem die Band 1994 einen Plattenvertrag beim deutschen Label Century Media unterschrieben hatte, erschien Anfang 1995 ihr erstes Album, das den Bandnamen trägt. Neil Kernon, der zuvor schon mit Queensrÿche gearbeitet hat, sitzt bei diesem Album an den Reglern.
Es folgten eine Europatour im Vorprogramm von Blind Guardian sowie eine Amerikatour mit Death, bevor 1996 eine EP namens In Memory erschien, die größtenteils Songs enthält, die es nicht auf das Debütalbum geschafft hatten. Eine weitere Europatour mit Iced Earth folgte, bevor Nevermore noch im selben Jahr den etwas vertrackten Nachfolger The Politics of Ecstasy veröffentlichte. Mittlerweile gehörte Pat O’Brien zum Line-up der Band. Er verabschiedete sich kurze Zeit später allerdings in Richtung Cannibal Corpse. Curran Murphy vertrat ihn live. O’Briens Nachfolger wurde 1997 Tim Calvert, zuvor bei Forbidden. Mit ihm spielte die Band das 1999 erschienene Album Dreaming Neon Black ein. Eine Headlinertour durch Europa mit Morgana Lefay und Sacred Steel festigte ihren Status als hervorragende Liveband. Allerdings war auch Calverts Verbleib bei der Band nur von begrenzter Dauer. Er verließ die Band 2000, nachdem er heiratete, und die zum Quartett geschrumpfte Band tourte fortan einige Jahre live mit Gast-Gitarristen.
Das darauffolgende Album Dead Heart in a Dead World wurde deswegen mit Loomis als alleinigem Gitarristen eingespielt. Dead Heart in a Dead World gilt als das Album, das der Band den endgültigen Durchbruch in der Metalszene brachte. Kritiker und Fans waren sich allerorts weitgehend einig. Es rückte die Band vom ewigen Insidertipp ins Rampenlicht der Szene. Maßgeblichen Einfluss auf das Endergebnis der Platte hatte Produzent Andy Sneap. Auf den Tourneen unterstützte Curran Murphy die Band wieder als zweiter Gitarrist. Einer Amerikatour mit Fates Warning sowie im September 2001 mit Savatage folgte eine Europatournee mit Annihilator. Murphy trat nach der Tournee letzteren bei, und so standen Nevermore erneut ohne zweiten Gitarristen da. Als Live-Unterstützung wurden in den nächsten Jahren Chris Broderick von Jag Panzer und der ehemalige Testament- und Vicious-Rumors-Gitarrist Steve Smyth hinzugezogen, der allerdings vorerst nur als Livegitarrist zur Band gehörte und auf dem 2003 erscheinenden Folgealbum Enemies of Reality noch nicht zu hören ist.
Weil Century Media aufgrund des auslaufenden Vertrages mit der Band das Produktionsbudget limitierte, wurde Enemies of Reality zu Hause in Seattle mit Kelly Gray als Produzenten aufgenommen. Das Klangergebnis galt bei vielen Fans und auch bei der Band als enttäuschend und so erschien 2005 eine von Andy Sneap neu abgemischte Version der Platte. Ungebremst war trotz des unbefriedigenden Sounds die Popularität der Band. So platzierte sich das Album in den deutschen Charts auf Platz 34 und schaffte auch in Italien und den Niederlanden den Sprung in die Hitparaden. Eine Co-Headlining-Tour durch Europa mit Arch Enemy sowie eine US-Tour mit Children of Bodom, Dimmu Borgir und Hypocrisy beendeten die Promotion für Enemies of Reality.
Die Band verlängerte ihren Vertrag bei Century Media und so wurde das nächste Album wieder mit dem Wunschproduzenten Andy Sneap aufgenommen. This Godless Endeavor erschien im Juli 2005 und Nevermore war Teil der von Dave Mustaine initiierten Gigantour durch die USA, bei der auch Bands wie Megadeth, Dream Theater oder Fear Factory mit dabei waren. Anschließend folgte eine Europatournee mit den Supportbands Dew-Scented und Mercenary. This Godless Endeavor stieg in Deutschland auf Platz 26 der Albumcharts ein und schaffte auch in Ländern wie Frankreich, Italien und der Schweiz den Sprung in die Hitparaden. Außerdem war es „Album des Monats“ in diversen Szenezeitschriften. Jim Sheppard musste sich auf Konzerten wegen Morbus Crohn temporär durch James MacDonough vertreten lassen.
Im Januar 2008 beschloss Chris Broderick, der die Band seit Jahren auf Tourneen begleitete, sein Live-Engagement bei Nevermore zu beenden, da er durch seine neue Aufgabe als Leadgitarrist bei Megadeth ausgelastet war. Er stieg auch bei Jag Panzer aus. Warrel Dane und Jeff Loomis veröffentlichten im gleichen Jahr jeweils ihre Soloalben. Am 28. Mai 2010 erschien nach fünfjähriger Pause das Album The Obsidian Conspiracy. Als Tour-Gitarrist wurde der Ungar Attila Vörös bestätigt.
Am 21. April 2011 gaben Jeff Loomis und Van Williams ihren Ausstieg aus Nevermore bekannt. Dies wurde mit musikalischen und persönlichen Differenzen begründet. Warrel Dane konzentrierte sich fortan wieder auf seine alte Band Sanctuary. Er starb am 13. Dezember 2017 in São Paulo infolge eines Herzinfarkts.
Im Dezember 2024 deuteten Jeff Loomis und Van William in einem Video-Posting bei Instagram ein neues Kapitel der Band an.

## Diskografie
Studioalben

| Jahr | Titel Musiklabel                         | Höchstplatzierung, Gesamtwochen, AuszeichnungChartplatzierungen (Jahr, Titel, Musiklabel, Platzierungen, Wochen, Auszeichnungen, Anmerkungen) | Höchstplatzierung, Gesamtwochen, AuszeichnungChartplatzierungen (Jahr, Titel, Musiklabel, Platzierungen, Wochen, Auszeichnungen, Anmerkungen) | Höchstplatzierung, Gesamtwochen, AuszeichnungChartplatzierungen (Jahr, Titel, Musiklabel, Platzierungen, Wochen, Auszeichnungen, Anmerkungen) | Höchstplatzierung, Gesamtwochen, AuszeichnungChartplatzierungen (Jahr, Titel, Musiklabel, Platzierungen, Wochen, Auszeichnungen, Anmerkungen) | Anmerkungen                                                                  |
| Jahr | Titel Musiklabel                         | DE | AT | CH | US | Anmerkungen                                                                  |
| ---- | ---------------------------------------- | --- | --- | --- | --- | ---------------------------------------------------------------------------- |
| 1995 | Nevermore Century Media                  | — | — | — | — | Erstveröffentlichung: 14. Februar 1995                                       |
| 1996 | The Politics of Ecstasy Century Media    | — | — | — | — | Erstveröffentlichung: 5. November 1996                                       |
| 1999 | Dreaming Neon Black Century Media        | DE80 (1 Wo.)DE | — | — | — | Erstveröffentlichung: 26. Januar 1999                                        |
| 2000 | Dead Heart in a Dead World Century Media | DE57 (1 Wo.)DE | — | — | — | Erstveröffentlichung: 17. Oktober 2000                                       |
| 2003 | Enemies of Reality Century Media         | DE34 (2 Wo.)DE | — | — | — | Erstveröffentlichung: 29. Juli 2003 2005 neu abgemischt wiederveröffentlicht |
| 2005 | This Godless Endeavor Century Media      | DE26 (4 Wo.)DE | CH63 (2 Wo.)CH | — | — | Erstveröffentlichung: 26. Juli 2005                                          |
| 2010 | The Obsidian Conspiracy Century Media    | DE13 (2 Wo.)DE | CH40 (1 Wo.)CH | AT34 (1 Wo.)AT | US132 (1 Wo.)US | Erstveröffentlichung: 8. Juni 2010                                           |